# عدنة (السدة)

تعديل مصدري - تعديل

عدنة هي إحدى قرى عزلة وادي الحبالي بمديرية السدة التابعة لمحافظة إب، بلغ تعداد سكانها 123 نسمة حسب تعداد اليمن لعام 2004.